# Arthur Redden
Arthur Gray Redden (ur. 19 czerwca 1936 w Wilmington w stanie Delaware) – amerykański bokser, mistrz igrzysk panamerykańskich, olimpijczyk.
Był zawodowym żołnierzem United States Marine Corps.
Startował w wadze półciężkiej (do 81 kg). Zdobył w niej złoty medal na igrzyskach panamerykańskich w 1967 w Winnipeg.
Na igrzyskach olimpijskich w 1968 w Meksyku przegrał pierwszą walkę w kategorii półciężkiej z późniejszym brązowym medalistą Georgim Stankowem z Bułgarii.
Redden zwyciężył w wadze półciężkiej na mistrzostwach świata wojskowych w 1966 w Trieście i na mistrzostwach świata wojskowych w 1967 w Fort Meade.
Był wicemistrzem Stanów Zjednoczonych w wadze półciężkiej w 1966.
Nie przeszedł na zawodowstwo.